# Theodor von Heuglin
Martin Theodor von Heuglin est un explorateur et un ornithologue allemand, né le 20 mars 1824 à Hirschlanden près de Leonberg dans le royaume de Wurtemberg et mort le 5 novembre 1876 à Stuttgart.

## Biographie
Son père est un pasteur protestant. Von Heuglin fait des études d’ingénieur des mines.
Il participe à de nombreuses expéditions scientifiques. En 1850, il est en Égypte où il apprend la langue arabe ; il visite notamment la mer Rouge et le Sinaï.
En 1852, il accompagne le consul autrichien, Christian Reitz, à Khartoum et visite l’Abyssinie. Après la mort de Reitz, il occupe son poste au consulat. Il réalise une vaste collection de spécimens d’histoire naturelle.
En 1857, il visite les côtes de la mer Rouge et de la Somalie. En 1860, il dirige l’expédition destinée à retrouver Eduard Vogel (1829-1856) disparu au Tchad. En juin 1861, il atteint Massawa, ville côtière de l’Érythrée. De là, il se rend à Khartoum puis à Wadai (ou Ouaddaï), un petit sultanat du Nord du Tchad où Vogel pourrait être retenu. Heuglin, accompagné du Dr Hermann Steudner, fait un large détour à travers l’Abyssinie et dans le pays des Oromos. Les deux hommes atteignent Khartoum en 1862 et le commandement de l’expédition est alors retiré à Heuglin.
Ils rejoignent ensuite l’expédition d’Alexine Tinne (1839-1869), qui remonte le Nil Blanc à Gondokoro, et explorent une grande partie de Bahr al-Ghazal. Là, Steudner meurt de fièvre le 10 avril 1863.
Heuglin retourne en Europe en 1864. En 1870 et 1871, il explore, sur un navire piloté par Isak Nils Isaksen, les îles de Svalbard et de Nouvelle-Zemble avec le comte Karl von Waldburg-Zeil. Il visite le fjord Stor entre le Spitzberg et les îles d'Edge et de Barents et donne son nom à un cap de l'île Edge. De même il escale et nomme le mont Middendorf. Il croit apercevoir un grand continent qu'August Petermann nommera Terre du roi Charles mais qui n'est en réalité que l'île Wyche. En 1875, il retourne dans le nord-est de l’Afrique.
Il meurt à Stuttgart alors qu’il préparait une nouvelle expédition visant les îles de l'archipel de Socotra dans l’océan Indien. Il est enterré dans le cimetière de Prag (de). Le médaillon sur le bloc de deux mètres de haut en ardoise rougeâtre a été conçu par Joseph von Kopf (de) et coulé par l'archi-fondeur Wilhelm Pelargus (de) à Stuttgart. 
Ses travaux scientifiques concernent surtout la zoologie et plus particulièrement l’ornithologie. Parmi ses travaux, il faut citer Systematische Übersicht der Vögel Nordost-Afrikas (1855); Reisen in Nordost-Afrika, 1852-1853 (Gotha, 1857); Syst. Übersicht der Säugetiere Nordost-Afrikas (Vienne, 1867); Reise nach Abessinien, den Gala-Landern, &c., 1861-1862 (Iéna, 1868); Reise in das Gebiet des Weissen Nil, &c. 1862-1864 (Leipzig, 1869); Reisen nach dem Nordpolarmeer, 1870-1871 (Brunswick, 1872-1874); Ornithologie von Nordost-Afrika (Cassel, 1869-1875); Reise in Nordost-Afrika (Brunswick, 1877, 2 volumes).

## Taxon dédié
Une sous-espèce du Goéland brun lui est dédiée : Larus fuscus heuglini  Bree 1876.